# Косай (Сідзуока)

Коса́й (яп. 湖西市, こさいし, МФА: [kosai̯ ɕi̥]?) — місто в Японії, в префектурі Сідзуока. Розташоване в південно-західній частині префектури, на березі озера Хамана й Тихого океану.   Виникло на основі постоялого містечка на Східноморському шляху. Отримало статус міста 1972 року. Площа становить 86,65 км². Станом на 1 серпня 2011 року населення складало 59 605  осіб, густота населення — 688 осіб/км².  Основою економіки є рибальство, садівництво, машинобудування, автомобілебудування, виробництво електротоварів, текстильна промисловість, комерція.   